# Збройні сили Великої Британії
Британські Збройні Сили (англ. British Armed Forces) відомі також як Збройні сили Його Величності (His Majesty's Armed Forces), іноді загальноприйнята назва — Збройні Сили Корони (the Armed Forces of the Crown) це військові сили, відповідальні за оборону Сполученого Королівства, його заморських територій та Коронних володінь. Вони також просувають ширші інтереси СК, підтримують міжнародну миротворчу діяльність та надають гуманітарну допомогу.
З моменту утворення Королівства Великої Британії у 1707 році (пізніше його правонаступником стало Сполучене Королівство), Британські Збройні Сили брали участь у низці великих війн за участю великих держав світу, включаючи Семирічну війну, Війну за незалежність США, Наполеонівські війни, Кримську війну 1853—1856 років, Першу світову війну та Другу світову війну. Вирішальні британські перемоги у більшості з цих воєн дозволили їм впливати на світові події та утвердитись як одній з провідних військових та економічних держав світу. Станом на березень 2023 року до складу Британських Збройних Сил входять: Королівський Військово-морський Флот, флот відкритого моря який налічує 71 суден, разом з Королівськими Морськими Піхотинцями високоспеціалізованими амфібійними легкими піхотними силами; Армія Британії основний вид сухопутних військ Сполученого Королівства; і Повітряні сили Великої Британії, технологічно складні повітряні сили з різноманітним авіаційним флотом, що складається з літаків та вертольотів. Збройні Сили Британії включають постійні війська, регулярний резерв, добровольчі та спонсорські резерви.
Главою Збройних Сил є Британський монарх, в даний час це Чарльз III, якому військовослужбовці присягають на вірність. Проте, давня конституційна конвенція, де-факто наділила виконавчою владою, шляхом здійснення королівської прерогативи Прем'єр-міністра та державного секретаря з питань оборони. Прем'єр-міністр (діючи разом з Кабінетом міністрів) приймає ключові рішення щодо використання збройних сил. Парламент Сполученого Королівства затверджує подальше існування Британської Армії, приймаючи Закон про збройні сили щонайменше раз на п'ять років, як того вимагає Білль про права 1689 року. Королівський Флот, Повітряні сили Великої Британії та Королівська Морська Піхота, а також всі інші війська не потребують цього закону. Збройними Силами керує Рада оборони при Міністерстві оборони на чолі з Державним секретарем з питань оборони.
Сполучене Королівство є однією з п'яти визнаних ядерних держав, постійним членом Ради Безпеки Організації Об'єднаних Націй, засновником та провідним членом військово-політичного альянсу НАТО, а також учасником безпекового пакту AUKUS і П'яти Домоволеностей Силового Захисту. Закордонні гарнізони та навчальні центри розташовані на острові Вознесіння, в Бахрейні, Белізі, Бермудських Островах, Британській Території в Індійському Океані, Брунеї, Канаді, на Кіпрі, Фолклендських Островах, в Німеччині, Гібралтарі, Кенії, Монтсерраті, Непалі, Катарі, Сінгапурі та в Сполучених Штатах.

## Історія

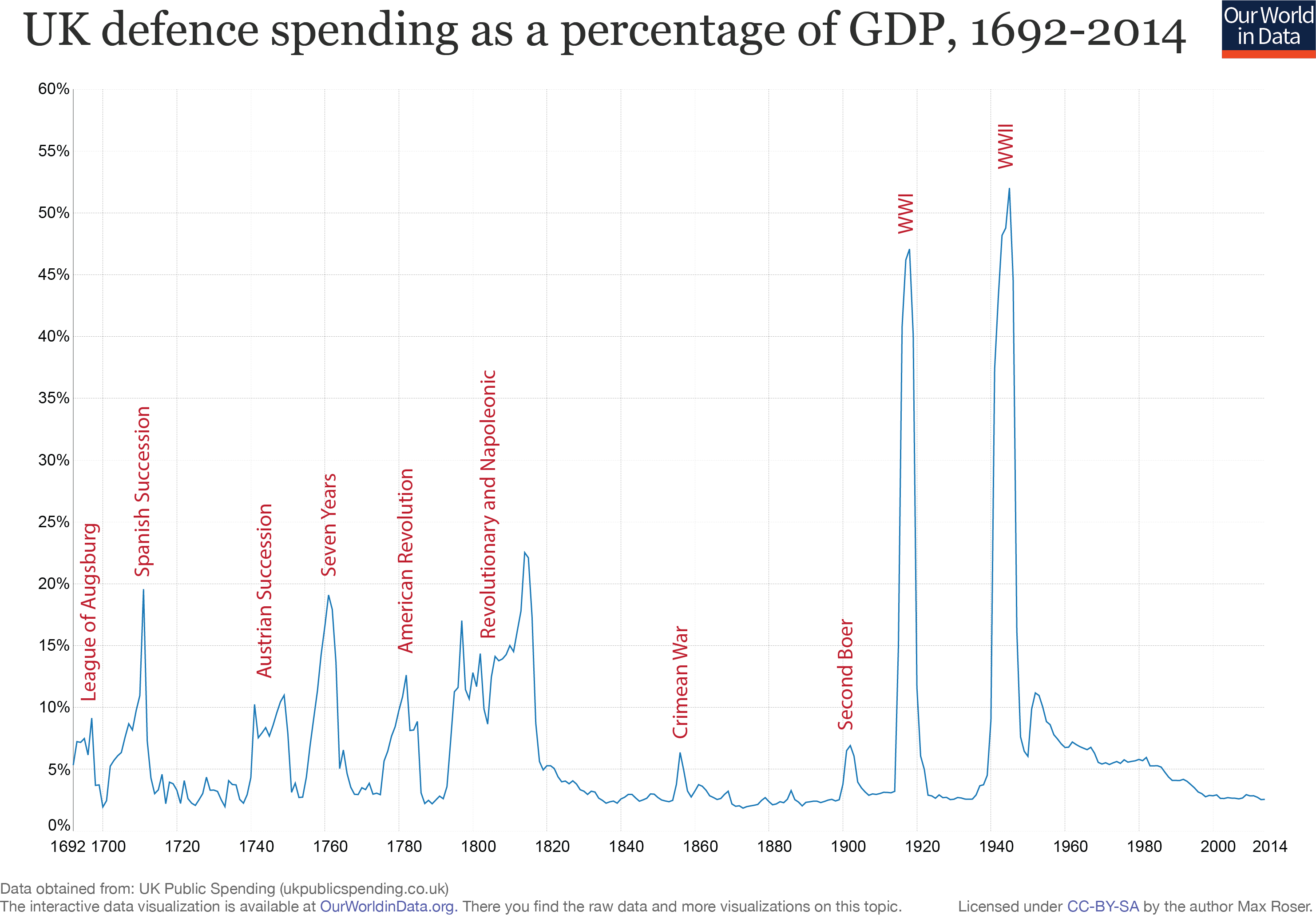
Оборонні витрати у СК

### Історія створення
Актом про унію 1707 року збройні сили Англії та Шотландії були об'єднані у збройні сили Королівства Великої Британії.
Спочатку існувало декілька військово-морських та армійських регулярних і резервних сил, хоча більшість з них були об'єднані в Королівський Військово-морський Флот або британську армію протягом 19-го і 20-го століть (Королівська військово-морська повітряна служба і Королівський льотний корпус британської армії, навпаки, були відокремлені від своїх батьківських сил в 1918 році і об'єднані в нові сили, Повітряні сили Великої Британії, які несли повну відповідальність за військово-морську, армійську та стратегічну авіацію до Другої світової війни).
Військово-морські сили включали Королівський військово-морський флот, Waterguard (згодом Берегова охорона Його Величності), а також морські та річкові загороджувальні загони, сформовані в міру необхідності на час надзвичайних ситуацій. Екіпажі торгівельного флоту і морських рибальських суден також були важливим резервом людських ресурсів для військово-морських сил (будь-який моряк був придатний до примусової мобілізації, багато з них були призвані на військову службу, особливо протягом двох десятиліть конфлікту від Французької революції, і до кінця Наполеонівських воєн, а з 1835 року вони були зареєстровані в Реєстрі моряків, щоб ідентифікувати їх як потенційний ресурс для флоту), і багато з їхніх моряків служили неповний робочий день у Королівському військово-морському резерві (створеному відповідно до Закону про військово-морський резерв 1859 року) і Королівському військово-морському добровольчому резерві (створеному в 1903 році).
Армія Британії (історично відома як «Регулярна армія» та «Регулярні сили») яка історично розділена на ряд військових формувань, була лише частиною сухопутних сил.Найстарішою з цих організацій були Сили міліції (також відомі як Конституційні сили), які (в Королівстві Англія) спочатку були основною військовою оборонною силою (в іншому випадку спочатку існували лише Королівські охоронці, включаючи Наглядових Йоменів і Йоменів Гвардії, з арміями, що збиралися лише тимчасово для походів за кордон), що складалися з цивільних осіб, які призивалися на щорічні навчання або в разі надзвичайних ситуацій, і використовували різні схеми обов'язкової служби в різні періоди свого тривалого існування.
Спочатку міліція була повністю піхотним військом, організованим на рівні міста чи графства, і від членів не вимагалося служити за межами району набору, хоча територія, в межах якої підрозділи ополчення в Британії могли бути розміщені, була збільшена до будь-якої точки Британії протягом XVIII століття, а берегова артилерія, польова артилерія та інженерні підрозділи ополчення були введені з 1850-х років. Старшини були кінними силами, які могли бути мобілізовані під час війни або надзвичайних ситуацій. Підрозділи Добровольчих сил також часто формувалися у воєнний час, вони не покладалися на обов'язкову службу і тому приваблювали новобранців, які прагнули уникнути служби в міліції. Вони розглядалися як корисний спосіб економічно збільшити військову силу у воєнний час, але в мирний час — це ставало виснаженням міліції, і тому зазвичай не підтримувалося, хоча на Бермудських островах відомих людей з багатих родин все ще призначали капітанами фортів, які відповідали за утримання і командування укріпленими береговими артилерійськими батареями, укомплектованими добровольцями (у воєнний час вони посилювалися за рахунок міліції), що захищали узбережжя колонії з XVII століття по XIX століття (коли всі батареї були переведені під контроль регулярної Королівської артилерії). Система міліції була поширена на низку англійських (згодом Британських) колоній, починаючи з Вірджинії та Бермудських островів. У деяких колоніях також були створені кінні підрозділи, подібні до старшинських. Підрозділи Міліції та Добровольчих формувань колонії, як правило, вважалися окремими силами від сил Національної міліції та Добровольчих сил Сполученого Королівства, а також від сил Міліції та Добровольчих сил інших колоній. Якщо в колонії було більше одного Міліцейського або Добровольчого підрозділу, вони об'єднувалися в Міліцейські або Добровольчі сили цієї колонії, як, наприклад, Добровольчі сили оборони Ямайки, до складу яких входили Стрілецький корпус Святого Ендрю (або Кінгстонські піхотні добровольці), Ямайський корпус скаутів і Ямайський резервний полк, але не артилерія міліції Ямайки. У менших колоніях, де є лише один Міліцейський або Добровольчий підрозділ, цей підрозділ все одно вважається частиною сил або, в деяких випадках, може називатися силами, а не полком чи корпусом, як у випадку з Силами оборони Фолклендських островів і Королівськими силами оборони Монтсеррату. Міліція, Старшинські та Добровольчі формування разом називалися Резервними силами, Допоміжними силами або Місцевими силами. Офіцери цих сил не могли брати участь у військових трибуналах над військовослужбовцями регулярних сил. Закон про заколот не поширювався на членів Резервних сил.
Іншим Регулярним військовим формуванням, що існувало поряд з Британською армією, була Рада з питань озброєння, до складу якого входив Артилерійський армійський корпус (що складався з Королівської артилерії, Королівських інженерів, Королівських саперів та мінерів), а також початково-цивільні комісаріати та транспортні відділи, а також казарми, заводи з виробництва боєприпасів та інші функції, що підтримували різні військово-морські та повітряні сили. Англійська армія, яка поглинула Артилерійський армійський корпус та різні раніше цивільні відомства після того, як у 1855 році було скасовано Рада з питань озброєння, спочатку була окремим військом, але згодом коли шотландські полки були переведені до її складу після об'єднання Королівств Шотландії та Англії, утворилася Британська армія. Резервні сили (які включали в себе Домашіх Йоменрів, Міліцію та Добровольчі сили до створення в 1859 році Регулярного Резерву армії Британії Державним секретарем з питань війни Сідні Гербертом і були реорганізовані відповідно до Закону про резервні сили 1867 року) були все більше інтегровані з армією Британії через низку реформ, які впроваджувались протягом останніх двох десятиліть ХІХ століття (у 1871 році командування допоміжними силами на Британських островах було відібрано у лордів-лейтенантів графств і передано Військовому офісу, хоча колоніальні губернатори зберігали контроль над своєю міліцією і добровольцями, і найпізніше до кінця століття будь-який підрозділ, що повністю або частково фінансувався з армійських фондів, вважався частиною британської армії) та перших років ХХ століття, коли підрозділи Резервних сил здебільшого втратили власну ідентичність і стали номерними підрозділами Територіальних сил регулярних корпусів або полків армії Британії. Цим шляхом пішла і Внутрішня міліція, піхотні підрозділи якої стали номерними батальйонами полків армії Британії, а артилерія міліції увійшла до складу територіальних підрозділів Королівської артилерії в 1882 і 1889 роках, а в 1902 році стала частиною Королівської польової артилерії або Королівської гарнізонної артилерії (хоча і зберегла свої традиційні корпусні назви), але не була об'єднана з Територіальними військами, коли вони були створені в 1908 році (шляхом злиття Йомеських і Добровольчих сил). Натомість Міліція була перейменована на Спеціальний резерв, і була назавжди припинила своє існування після Першої світової війни (хоча деякі підрозділи міліції збереглися у Сполученому Королівстві, його колоніях і Коронних володіннях). На відміну від Внутрішньої міліції, на територіях Імперської фортеці та Коронних володінь Добровольчі підрозділи та Міліцейські сили продовжували існувати після Першої світової війни, хоча і були частиною Збройних сил Британії, більшість з них не вважалися частинами армії Британії, якщо тільки вони не отримували армійські фонди (як у випадку з Бермудською артилерією міліції та Бермудським добровольчим стрілецьким корпусом), що, як правило, стосувалося лише тих, хто перебував на Нормандських островах або в колоніях Імперської фортеці (Нова Шотландія, до Канадської конфедерації, Бермудські острови, Гібралтар і Мальта). Сьогодні армія Британії є єдиним внутрішнім британським військовим формуванням (якщо не враховувати Армійські кадетські сили і Об'єднані кадетські сили), що включає як регулярну армію, так і сили, які вона поглинула, хоча британські військові підрозділи, організовані за територіальною ознакою, залишаються на британських заморських територіях, які все ще формально не вважаються частиною армії Британії, лише Королівський Гібралтарський полк і Королівський Бермудський полк (об'єднання артилерії Бермудської Міліції і Бермудського добровольчого стрілецького корпусу) з'являються в порядку старшинства в Армії Британії і в армійському списку.
Заплутано, і подібно до подвійного значення слова «корпус» у армії Британії (наприклад, 1-й батальйон Королівського стрілецького корпусу був у 1914 році частиною 6-ї бригади, що входила до складу 2-ї піхотної дивізії, яка, в свою чергу, була частиною 1-го армійського корпусу), Британська армія іноді також використовувала термін «Експедиційні сили» або «Польові сили» для позначення з'єднання, що складалося з підрозділів армії Британії, зокрема, Британських експедиційних сил, або зі з'єднань армії Британії, армії Індії чи допоміжних підрозділів Імперської армії, таких як Малакандські польові сили (це схоже на використання терміна «оперативна група» у військово-морському флоті). У цьому значенні сили використовуються для опису самодостатнього органу, здатного діяти без зовнішньої підтримки, принаймні, в межах параметрів завдання або мети, для якої він використовується.

### Імперія та світові війни

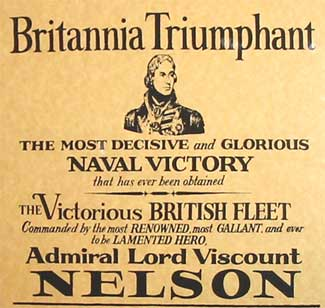
Сучасна репрезентація плаката 1805 року, присвяченого Трафальгарській битві

У другій половині XVII століття, і особливо протягом XVIII століття, британська зовнішня політика була спрямована на стримування експансії європейських держав-суперників за допомогою військових, дипломатичних і комерційних засобів, особливо своїх головних конкурентів — Іспанії, Нідерландів і Франції. Це призвело до того, що Британія брала участь у низці інтенсивних конфліктів за колоніальні володіння та світову торгівлю, включаючи довгу низку англо-іспанських та англо-голландських війн, а також низку «світових війн» з Францією, таких як Семирічна війна (1756—1763), Французькі революційні війни (1792—1802) та Наполеонівські війни (1803—1815). Під час наполеонівських війн перемога Королівського Військово-морського Флоту при Трафальгарі (1805) під командуванням Гораціо Нельсона (на борту HMS Victory) ознаменувала кульмінацію британського морського панування і залишила Флот в позиції беззаперечної гегемонії на морі. До 1815 року і за завершенням Наполеонівських війн Британія перетворилася на домінуючу світову державу, а Британська імперія згодом очолила період відносного миру, відомий як Pax Britannica.
Оскільки старі суперники Британії більше не становили загрози, у дев'ятнадцятому столітті з'явився новий суперник, Російська імперія, і розпочалося стратегічне змагання в тому, що стало відомим як Велика гра за панування в Центральній Азії. Британія побоювалася, що російський експансіонізм у регіоні врешті-решт загрожуватиме Імперії в Індії. У відповідь Британія здійснила низку превентивних дій проти російських амбіцій, включаючи Першу англо-афганську війну (1839—1842), Другу англо-афганську війну (1878—1880) та Британську експедицію до Тибету (1903—1904). У цей період Британія також прагнула підтримувати баланс сил у Європі, особливо проти російського експансіонізму, який за рахунок занепаду Османської імперії мав амбіції «розділити європейську частину Туреччини», що врешті-решт призвело до участі Британії у Кримській війні (1854—1856) проти Російської імперії.

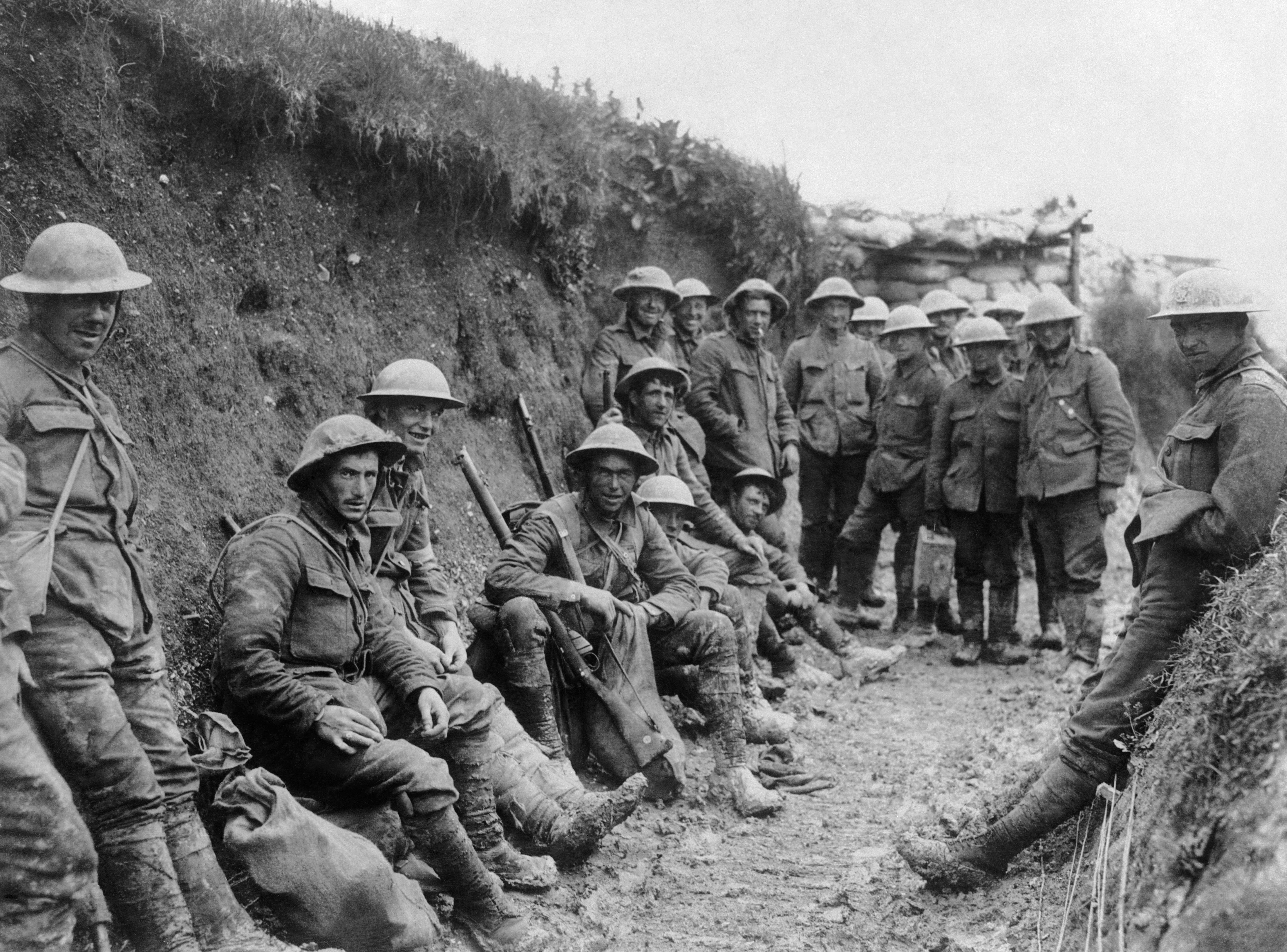
Солдати Королівських Ірландських Стрільців в окопах битви на Соммі 1916 року

Початок двадцятого століття сприяв зменшенню напруженості у відносинах між Британією та Російською імперією, частково через появу об'єднаної Німецької імперії. Епоха принесла Англо-Німецьку гонку військово-морських озброєнь, яка заохочувала значний прогрес у морських технологіях (наприклад, Дредноути, торпеди та підводні човни), і в 1906 році Британія визначила, що її єдиним ймовірним морським супротивником є Німеччина. Накопичення напруженості у європейських відносинах нарешті вилилася у військові дії Першої світової війни (1914—1918), яка сьогодні визнана найбільш руйнівною війною у військовій історії Британії: майже 800 000 чоловік загинуло і понад 2 мільйони було поранено. Перемога Союзників призвела до поразки Центральних держав, кінця Німецької імперії, підписання Версальського договору і створення Ліги Націй.

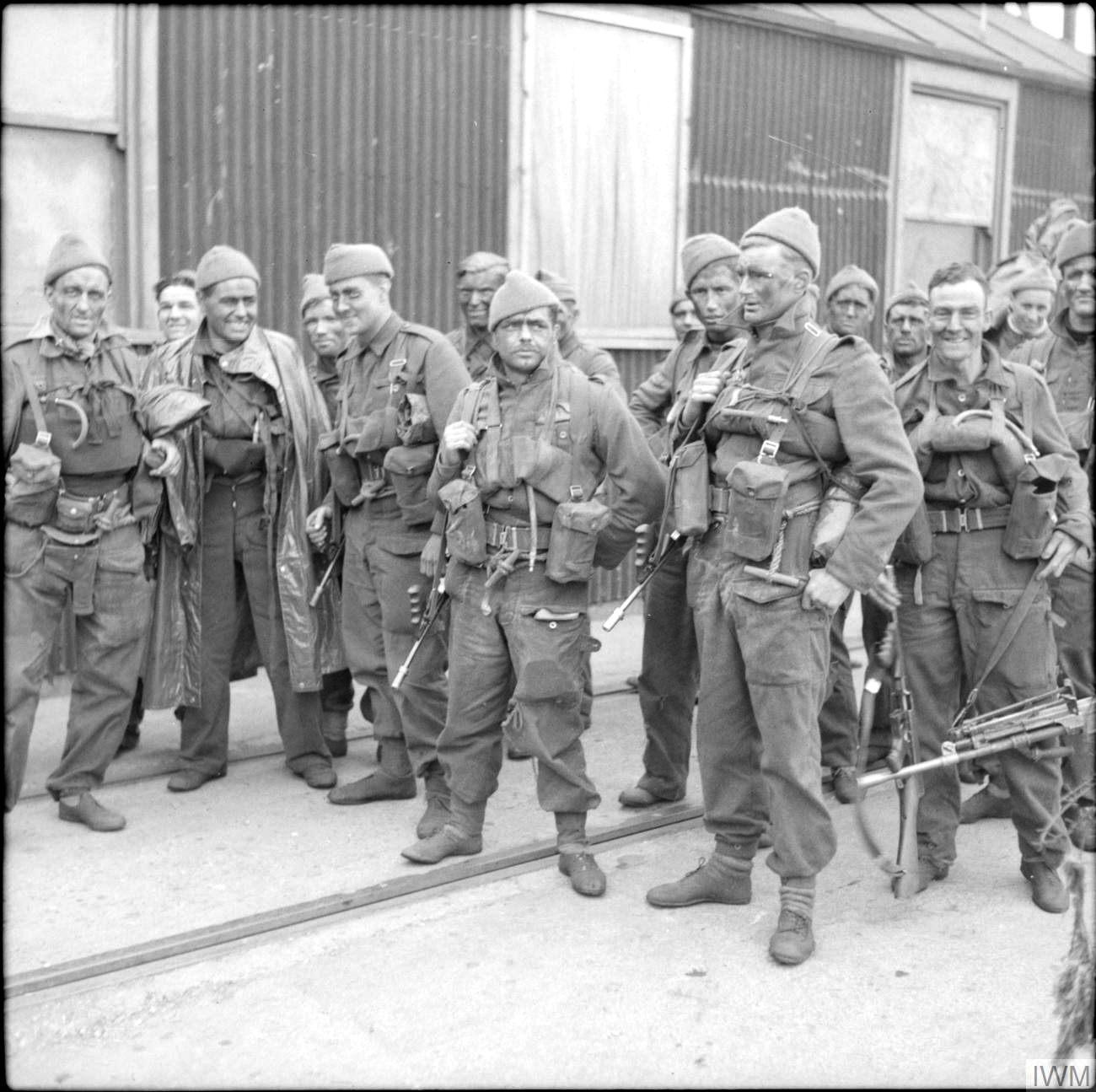
Британські коммандос під час Другої світової війни

Хоча Німеччина зазнала поразки у Першій світовій війні, до 1933 року фашизм породив нацистську Німеччину, яка під керівництвом Адольфа Гітлера ремілітаризувалася всупереч Версальському договору. У європейських відносинах знову накопичувалась напруженість, і після вторгнення Німеччини до Польщі у вересні 1939 року розпочалася Друга світова війна (1939—1945). Конфлікт був наймасштабнішим в історії Британії, війська Британської імперії та Співдружності брали участь у кампаніях від Європи та Північної Африки до Близького і Далекого Сходу. Приблизно 390 000 військовослужбовців Британської імперії та Співдружності загинули. Перемога Союзників призвела до поразки держав Осі та створення Організації Об'єднаних Націй (замість Ліги Націй).

### Холодна війна

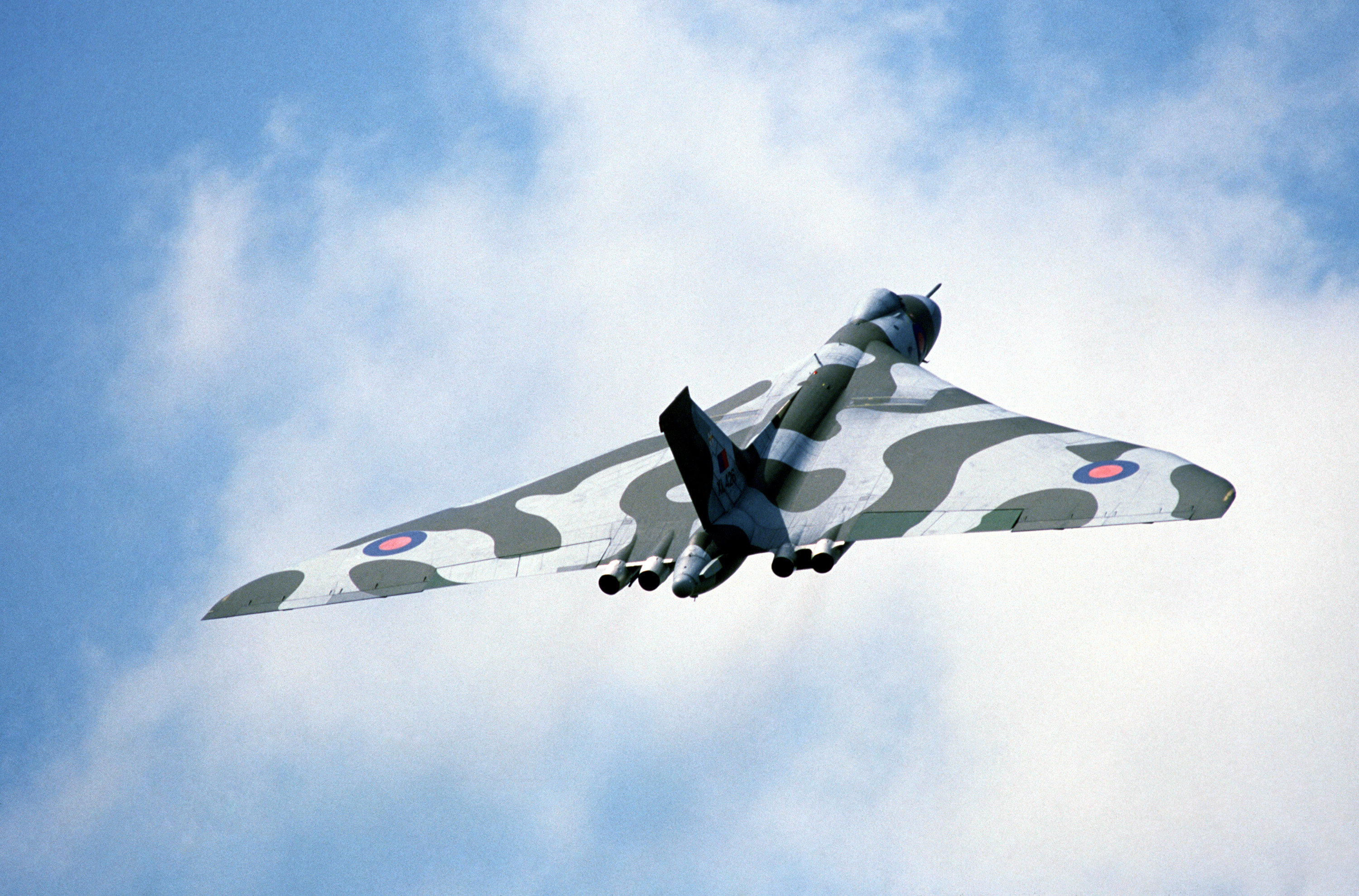
Бомбардувальник Vulcan був основою британського повітряного ядерного потенціалу протягом більшої частини Холодної війни.

Економічний і політичний занепад після Другої світової війни, а також зміна поглядів у британському суспільстві та уряді відобразилися на зменшенні глобальної ролі збройних сил, а пізніше втілилися в політичній поразці під час Суецької кризи (1956).. Відображаючи нову роль Британії у світі та ескалацію Холодної війни (1947—1991), країна стала членом-засновником військового альянсу НАТО в 1949 році. Оборонні огляди, такі як у 1957 і 1966 роках, оголосили про значне скорочення звичайних збройних сил, впровадження доктрини, заснованої на ядерному стримуванні, і остаточне виведення військ зі сходу від Суеца. До середини 1970-х років збройні сили були реконфігуровані, щоб зосередитись на обов'язках, покладених на них НАТО. Британська армія Рейну і Повітряні сили Великої Британії Німеччини, відповідно, представляли найбільші і найважливіші закордонні зобов'язання, які мали збройні сили в цей період, тоді як Королівський військово-морський флот розвинув спеціалізацію з протичовнової війни, з особливим акцентом на протидію радянським підводним човнам у Східній Атлантиці і Північному морі.
Хоча зобов'язання перед НАТО набували все більшого значення, Британія, тим не менш, виявилася втягнутою в низку конфліктів низької інтенсивності, включаючи низку повстань проти колоніальної окупації. Однак повстання в Дофарі (1962—1976) і Конфлікт у Північній Ірландії (1969—1998) стали основними оперативними завданнями збройних сил. Мабуть, найважливішим конфліктом під час Холодної війни, принаймні в контексті Британської оборонної політики, була Фолклендська війна (1982).
Після закінчення холодної війни збройні сили почали відігравати дедалі більшу міжнародну роль, а їхня реструктуризація була спрямована на забезпечення більшої уваги до експедиційної війни та проекції сили. Це призвело до того, що збройні сили часто є основним компонентом миротворчих і гуманітарних місій під егідою Організації Об'єднаних Націй, НАТО та інших багатонаціональних операцій, включаючи: миротворчі обов'язки на Балканах і Кіпрі, інтервенцію в Сьєрра-Леоне у 2000 році та участь у санкціонованій ООН безпольотній зоні над Лівією (2011). Після терористичних атак 11 вересня збройні сили були значною мірою задіяні у Війні з тероризмом (2001 — дотепер), у тривалих кампаніях в Афганістані (2001—2021) та Іраку (2003—2009), а останнім часом — в рамках військової інтервенції проти ІДІЛ (2014 — дотепер). Британська військова інтервенція проти Ісламської держави була розширена після парламентського голосування за початок бомбардувань над Сирією, що стало продовженням бомбардувань на вимогу іракського уряду проти цього ж самого угруповання на території Сирії. На додаток до повітряної кампанії, британська армія тренувала і забезпечувала союзників на землі, а Спеціальна повітряна служба, Спеціальна човнова служба і Спеціальний розвідувальний полк (Британські сили спеціального призначення) виконували різні місії на землі як в Сирії, так і в Іраку.
Збройні сили також були покликані надавати допомогу в надзвичайних ситуаціях національного масштабу в рамках механізму військової допомоги цивільним органам влади (MACA). Збройні сили допомагають урядовим відомствам і цивільним органам реагувати на повені, нестачу продовольства, лісові пожежі, терористичні напади і, що особливо важливо, на триваючу пандемію COVID-19; підтримка збройними силами підпадає під Операцію «Рескрипт», яку Міністерство Оборони СК назвало «найбільшою військовою операцією в мирний час», що проводилось у країні.
Дані, оприлюднені Міністерством оборони 31 березня 2016 року, показують, що 7 185 військовослужбовців Збройних сил Британії загинули на театрі бойових дій з кінця Другої світової війни.

## У нинішні дні

### Організація командування

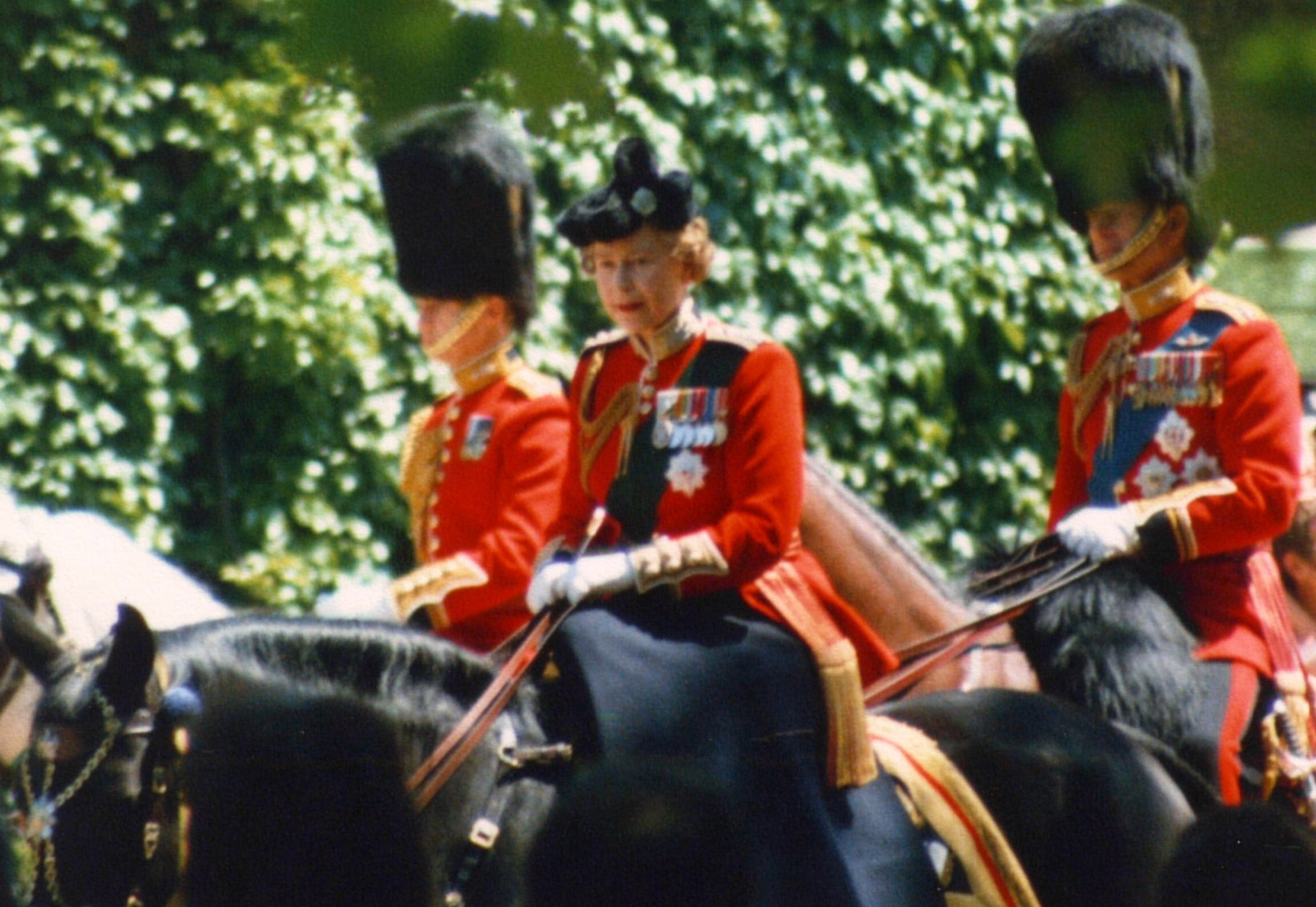
Верховна головнокомандувачка Королева Єлизавета II верхи на бірманському коні під час церемонії Trooping the Colour 1986 року

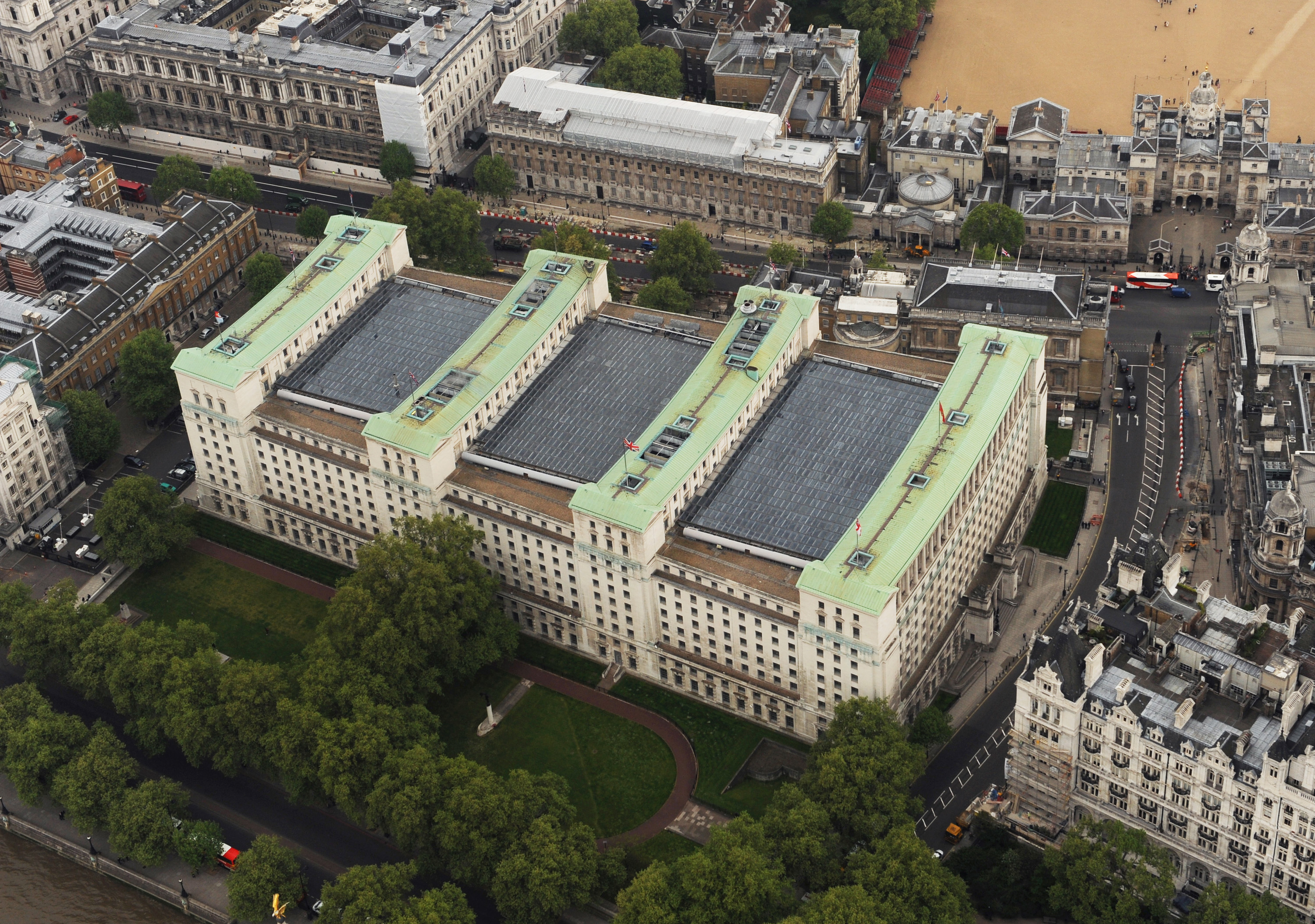
Будівля Міністерства Оборони у Вайтхоллі, Вестмінстер, Лондон

Король Чарльз III, суверен Сполученого Королівства, є главою Збройних сил Британії,[джерело?] а офіцери і особовий склад присягають йому на вірність. Однак давня конституційна конвенція де-факто наділяє військовою владою і пов'язаними з нею Королівськими прерогативами прем'єр-міністра і Державного секретаря з питань Оборони, причому перший (діючи за підтримки Кабінету міністрів) приймає ключові рішення щодо використання збройних сил. Суверен зберігає повноваження запобігати неконституційному використанню збройних сил, у тому числі ядерного арсеналу.
Міністерство Оборони є урядовим відомством, відповідальним за формування та реалізацію оборонної політики. Станом на 1 жовтня 2015 року в ньому працювало 56 860 цивільних співробітників. Міністерство очолює Державний секретар з питань оборони, якому допомагають Державний міністр з питань Збройних Сил, Державний міністр з питань оборонних закупівель та Міністр у справах ветеранів. Відповідальність за управління збройними силами покладена на низку комітетів: Раду оборони, Комітет начальників штабів, Оборонну управлінську раду та три колегії з питань окремих видів збройних сил. Рада оборони, що складається з високопоставлених представників служб і Міністерства Оборони, забезпечує «формальну правову основу для ведення оборони». Три складові комітети (Рада Адміралтейства, Армійска Рада і Рада Повітряних Сил) очолюються Державним секретарем з Питань Оборони.
Голова штабу Оборони або ГШО є найвищою посадовою особою збройних сил, і цю посаду може обіймати адмірал, головний маршал авіації або генерал. До того, як ця практика була припинена в 1990-х роках, ті, кого призначали на посаду ГШО, отримували найвище військове звання у відповідній службі. ГШО, разом з постійним заступником міністра, є головними військовими радниками державного секретаря. Усі три служби мають своїх відповідних професійних начальників; Перший Морський Лорд для Королівського Військово-морського Флоту, Начальник Генерального штабу для Армії та Начальник штабу Повітряних Сил для Королівських Повітряних Сил.

### Особовий склад

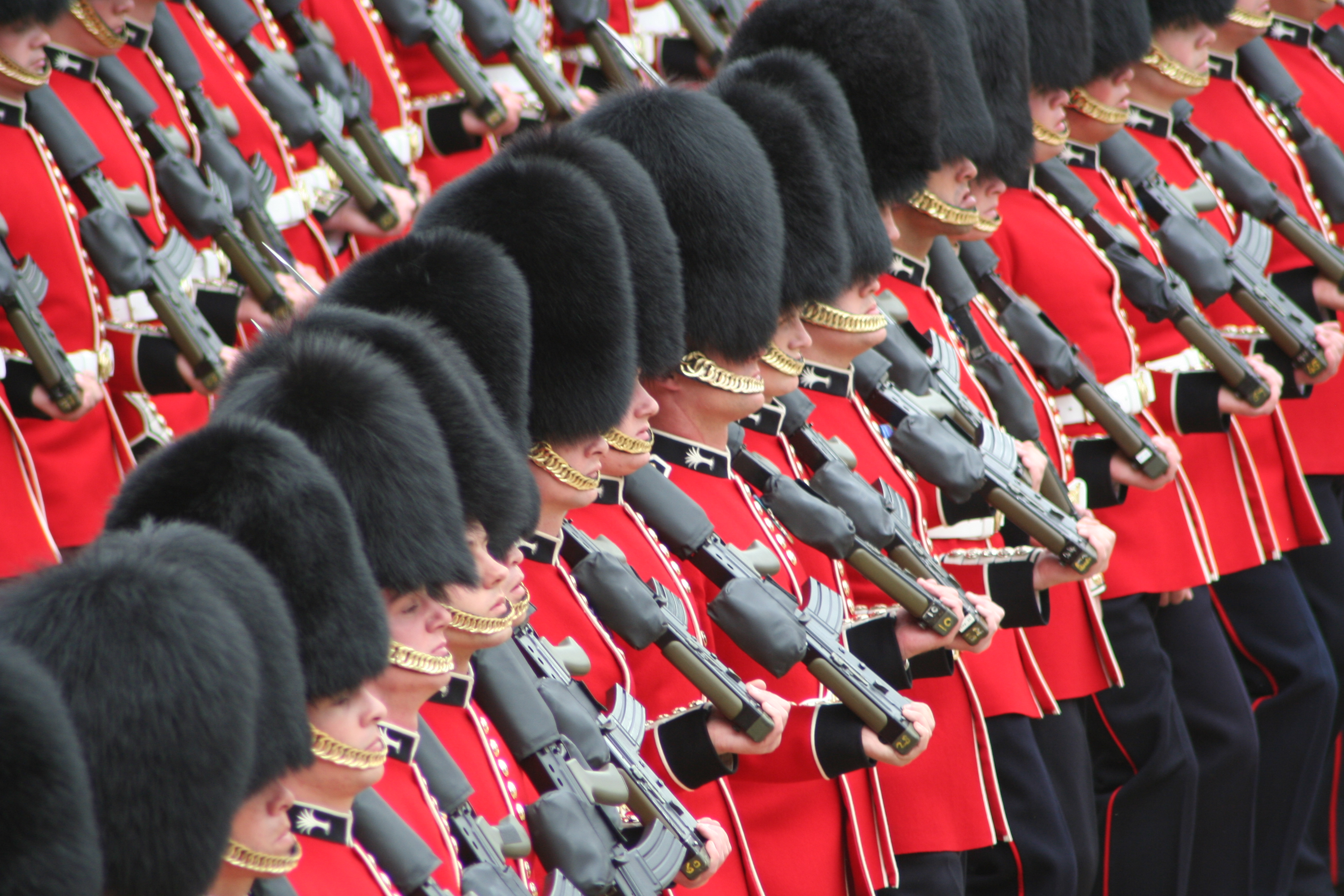
Уельська Гвардія під час церемонії Trooping the Colour

Станом на 1 січня 2023 року Збройні сили Британії — це професійні сили загальною чисельністю 190 170 осіб, що складаються з 147 620 британських регулярних військовослужбовців та Ґуркхів, 34 280 Добровольчого резерву та 8 260 «іншого персоналу».}}. У відсотковому співвідношенні військовослужбовців СК 77.1 % складають Британські Регулярні військовослужбовці та Ґуркхи, 18. 8 % складають Добровольчі резерви і 4.1 % — інший персонал. Крім того, всі колишні Регулярні військовослужбовці зберігають «передбачену законом відповідальність за надання послуг» та підлягають призову (згідно зі статтею 52 Закону про Резервні Сили (RFA) 1996 року) для несення служби у воєнний час у так званиому Регулярному Резерві.У публікаціях МО з квітня 2013 року більше не повідомляється про всю чисельність Регулярного Резерву, натомість наводиться лише кількість резервістів, які служать за строковим контрактом Резерву. Ці контракти за своєю природою подібні до контрактів Добровольчого Резерву. Станом на 1 квітня 2015, чисельність Регулярного Резерву, що служить за строковим контрактом Резерву, становила 44 600 осіб.
Розподіл особового складу між службами та категоріями військовослужбовців на 1 січня 2023 року виглядав наступним чином:
| Служба         | Регулярні | Добровольчий Резерв | Інший Особовий склад | Всього  |
| -------------- | --------- | ------------------- | -------------------- | ------- |
| Флот           | 33 010    | 3 540               | 2 440                | 38 990  |
| Армія          | 78 060    | 27 570              | 4 060                | 114 210 |
| Повітряні Сили | 32 490    | 3 180               | 1 300                | 36 970  |
| Всього         | 143 560   | 37 450              | 8 260                | 190 170 |

Станом на 1 жовтня 2017, за межами Сполученого Королівства перебувало 9 330 Регулярного військового персонала, з них 3 820 — у Німеччині. 138 040 військовослужбовців Регулярної Служби дислокувалися у Сполученому Королівстві, більшість з них — на південному сході і південному заході Англії: 37 520 і 36 790 військовослужбовців регулярної служби, відповідно.

### Витрати на оборону

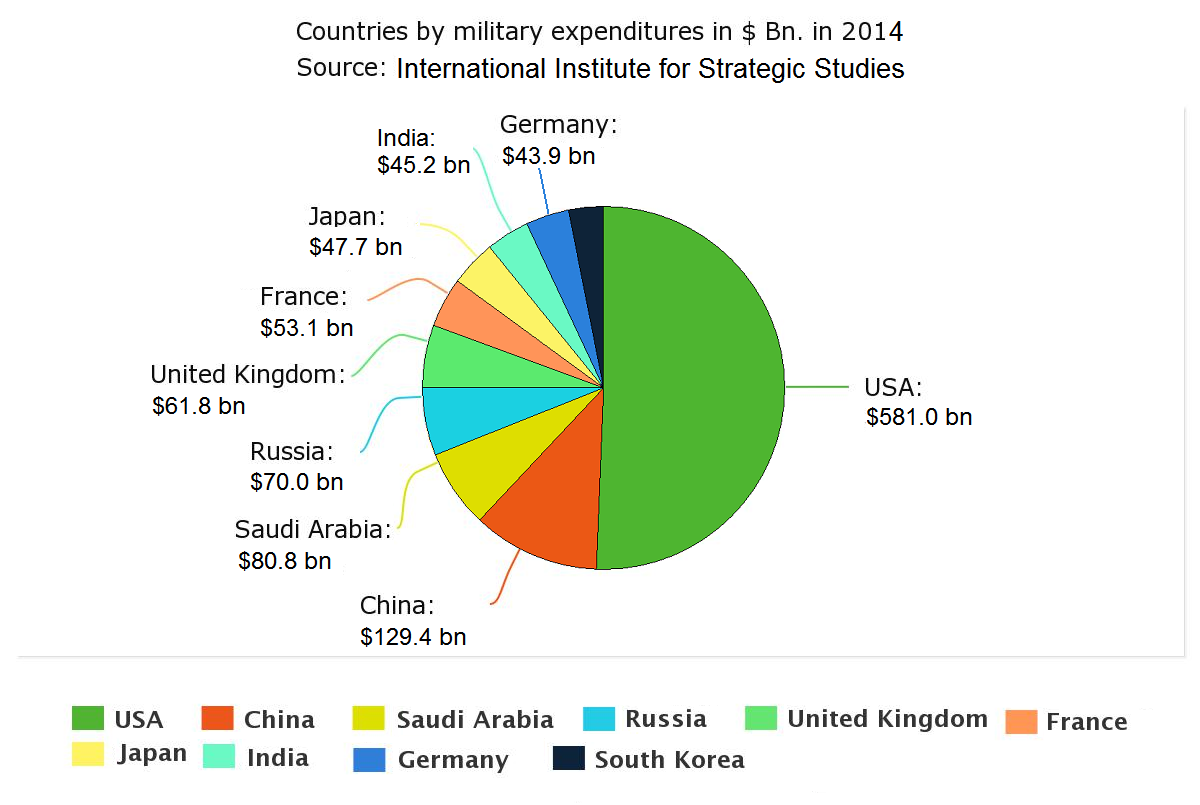
Десять найбільших військових витрат у мільярдах доларів в 2014 році

За даними Міжнародного інституту стратегічних досліджень і Стокгольмського міжнародного інституту дослідження проблем миру, Сполучене Королівство має четвертий за величиною оборонний бюджет у світі. Для порівняння: в абсолютних цифрах Британія витрачає більше, ніж Франція, Німеччина, Індія чи Японія, приблизно стільки ж, скільки і Росія, але менше, ніж Китай, Саудівська Аравія чи США. У вересні 2011 року професор Малкольм Чалмерс з Королівського інституту об'єднаних служб заявив, що нинішній «запланований рівень оборонних витрат має бути достатнім для того, щоб Сполучене Королівство зберегло свою позицію однієї з провідних військових потуг у світі, а також однієї з провідних військових потуг в Європі і НАТО. Його перевага — не в останню чергу, якісна перевага оборонного бюджету — по відношенню до зростаючих азійських держав, схоже, зменшуватиметься, але залишатиметься значною до 2020-х років, а можливо, і далі.» Стратегічний огляд оборони і безпеки 2015 року зобов'язав витрачати 2 % ВВП на оборону і оголосив про інвестиції в розмірі £178 мільярдів протягом десяти років у нове обладнання і можливості. 8 березня 2023 року прем'єр-міністр Ріші Сунак оголосив про додаткові £5 мільярдів на оборону з довгостроковою метою збільшення видатків до 2,5 % ВВП.

### Ядерна зброя

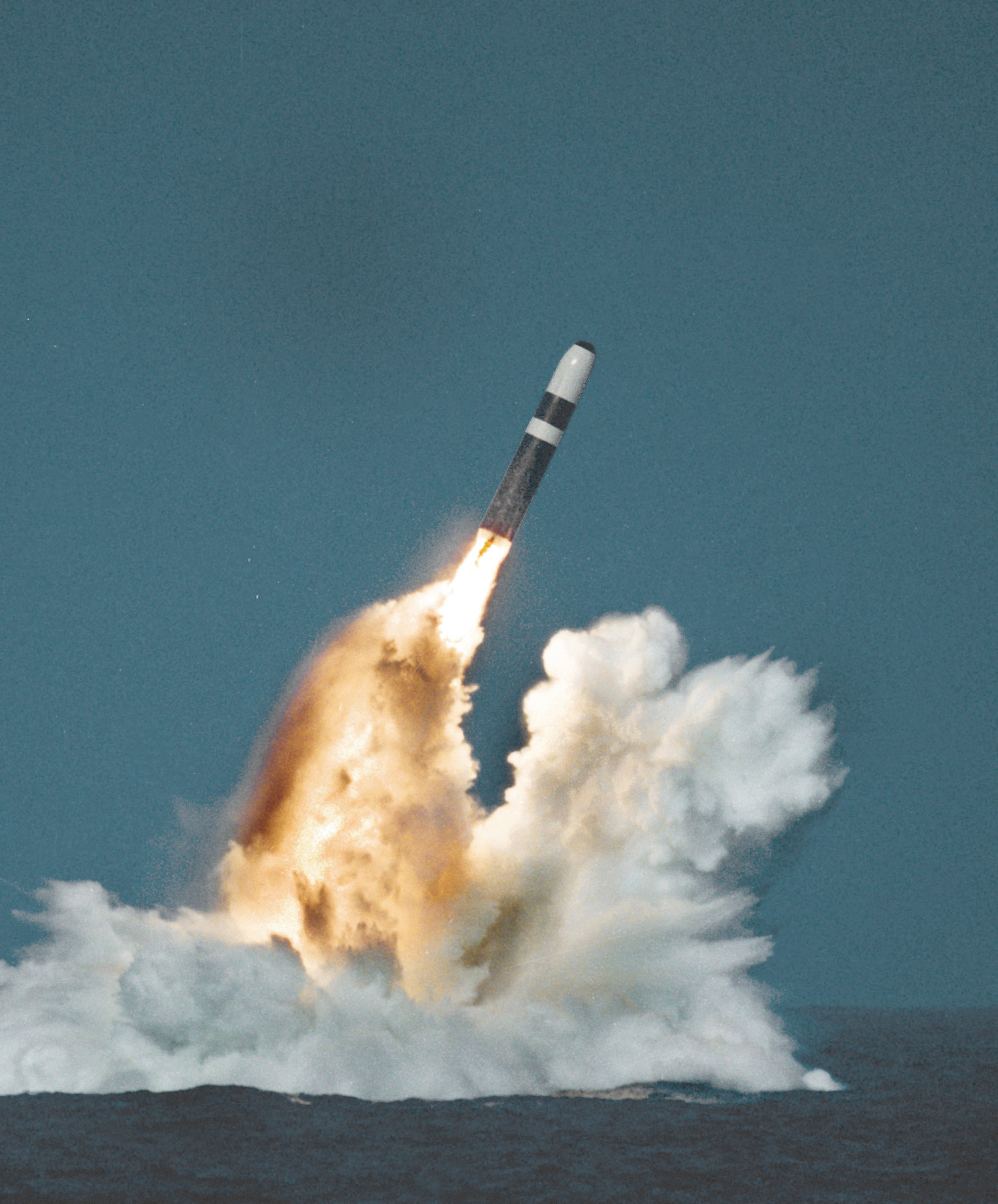
Пуск БРПЧ Trident II з підводного човна класу Vanguard

Сполучене Королівство є однією з п'яти визнаних ядерних держав за Договором про нерозповсюдження ядерної зброї і зберігає незалежні сили ядерного стримування, які наразі складаються з чотирьох підводних човнів з балістичними ракетами класу Vanguard, балістичних ракет, що запускаються з підводних човнів UGM-133 Trident II, і 160 оперативних термоядерних боєголовок. У публічному і політичному дискурсі програма відома як Trident (за назвою балістичної ракети UGM-133 Trident II). Оператором Trident є Служба Підводних човнів Королівського Військово-морського Флоту, відповідальна за забезпечення «безперервного стримування на морі» (CASD), в рамках якого один із стратегічних підводних човнів класу Vanguard постійно перебуває на патрулюванні. За даними Британського уряду, з моменту введення в дію системи Polaris (попередниці Trident) в 1960-х роках, з квітня 1969 року «ракетні човни Королівських Військово-морського Флоту не пропустили жодного дня на патрулюванні», забезпечуючи те, що Рада оборони описала в 1980 році як засіб стримування, «фактично невразливий для превентивної атаки». Станом на 2015 рік, згідно з політикою Британського уряду, стратегічні підводні човни класу Vanguard можуть нести не більше 40 ядерних боєголовок, що доставляються вісьмома балістичними ракетами UGM-133 Trident II. На відміну від інших держав, що володіють ядерною зброєю, Сполучене Королівство експлуатує лише підводні засоби доставки, знявши з озброєння свої тактичні бомби вільного падіння WE.177 в 1998 році.
Палата громад проголосувала 18 липня 2016 року за заміну підводних човнів класу Vanguard на нове покоління підводних човнів класу Dreadnought. Програма також сприятиме продовженню терміну служби балістичних ракет UGM-133 Trident II і модернізації інфраструктури, пов'язаної з стратегією «безперервного стримування на морі» (CASD).
Колишня зброя масового знищення, якою володіло Сполучене Королівство, включало біологічну та хімічну зброю. Від неї відмовилися у 1956 році і згодом знищили.

### Заморські військові об'єкти

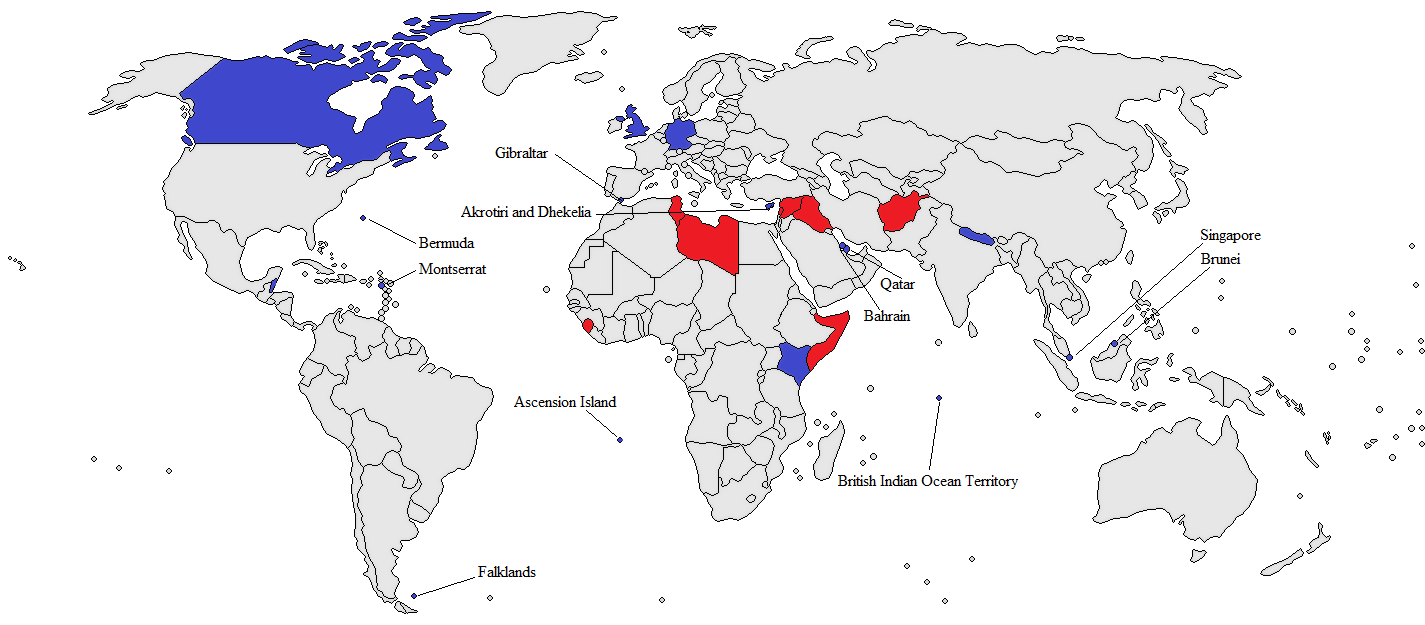
Заморські військові об'єкти Сполученого Королівства та місцеві підрозділи Британських Заморських територій.
Військові інтервенції з 2000 року: Паллісер (Сьєрра-Леоне); Геррік (Афганістан); Нескорена свобода (Африканський Ріг); Телік (Ірак); Елламі (Лівія); і Шейдер (Ісламська держава Іраку і Леванту).

Збройні сили Британії історично спиралися на чотири Імперські колонії-фортеці (Бермуди, Гібралтар, Галіфакс і його околиці в Новій Шотландії та Мальта), де були створені верфі, базувалися військово-морські ескадри, дислокувалися солдатські гарнізони, і накопичувалися військово-морські та військові запаси. Вони слугували опорою для збереження Британського військово-морського панування в Атлантиці та пов'язаних з нею морях. Оскільки до кінця Першої світової війни вважалося, що єдиними військово-морськими флотами, які можуть становити загрозу, були всі країни, розташовані в Атлантичному океані або за його межами, не було створено жодної Імперської фортеці в Тихому або Індійському океанах, на які влада була б поширена з Бермудських островів і Мальти після завершення будівництва Панамського і Суецького каналів. У деяких Імперських фортецях (зокрема, на Бермудських островах і Мальті) були сформовані резервні військові підрозділи місцевої служби, які у воєнний час могли бути задіяні для посилення регулярних гарнізонів, і які фінансувалися Військовим офісом як частина Армії Британії. Після Першої світової війни зростаюча войовничість і військово-морська міць Японської імперії призвели до будівництва Сінгапурської Військово-морської бази. Регулярні Збройні сили Британії були розподілені по всьому світу, де це було необхідно для захисту від вторгнення або повстання, а в деяких колоніях посилені місцевими резервними силами. У колоніях, де не було стратегічної необхідності, регулярні війська рідко розміщувалися, а місцеві уряди заохочувалися утримувати і фінансувати військові резервні підрозділи як внесок у власну оборону (хоча ці підрозділи в кінцевому підсумку перебували під контролем національного, тобто Британського, уряду через колоніальних губернаторів, оскільки оборона не є компетенцією, делегованою місцевим органам влади). В умовах союзу з Організацією Північноатлантичного договору та постійного зменшення як Британської імперії, так і Збройних сил Британії протягом десятиліть після Другої світової війни, значення трьох Імперських фортець, що залишилися (військовий контроль над Галіфаксом перейшов до нового уряду домініону після Конфедерації Канади 1867 року, а Військово-морський контроль був переданий у 1905 році тому, що згодом стало Королівським Військово-морським Флотом Канади), швидко зменшилося. Розташована на Бермудських островах станція Північної Америки та Західної-Індії була скасована в 1956 році, а останні регулярні армійські підрозділи були виведені з-під командування Бермудських островів у 1957 році (залишивши лише дві резервні частини, що працювали неповний робочий день), а військово-морська верф на Бермудських островах була перетворена на базу без можливості ремонту або переобладнання в 1951 році і остаточно закрита в 1995 році після закінчення холодної війни (бази США та Канади на Бермудських островах були закриті в той самий час), і на сьогоднішній день на цих островах залишаються лише Королівський Бермудський полк та Бермудський Морський Кадетський Корпус. Мальта стала незалежною в 1964 році, а останній Британський військовослужбовець був виведений з колишньої колонії в 1979 році. Гібралтар продовжує використовуватися регулярними Збройними силами Британії, хоча військово-морський і військовий контингент в колонії (яка зараз називається Британською заморською територією) скоротився до кількох патрульних кораблів Королівського Військово-морського Флоту, сформованого на місці Королівського Гібралтарського полку і станції Королівських Повітряних Сил без літаків, що на ній базуються.
Збройні сили Британії сьогодні утримують низку заморських гарнізонів і військових об'єктів, які дозволяють країні проводити операції по всьому світу. Більшість постійних військових об'єктів Британії розташовані на Британських заморських територіях (БЗТ) або колишніх колоніях, які зберігають тісні дипломатичні зв'язки зі Сполученим Королівством, і розташовані в районах, що мають стратегічне значення. Найважливішими з них є «Постійні спільні оперативні бази» (ПСОБ), розташовані на чотирьох заморських територіях: Кіпр (Сили Британії на Кіпрі), Гібралтар (Сили Британії на Гібралтарі), Фолклендські острови (Сили Британії на Південно-Атлантичних островах) і Дієго-Гарсія (Сили Британії на Британських територіях в Індійському океані). На острові Вознесіння (ще одна БЗТ), яка не є ПСОБ, розташована авіабаза Королівських ПС «Острів Вознесіння», відома тим, що використовувалася як перевалочний пункт під час Фолклендської війни 1982 року, на цій території також знаходиться спільний Британсько-Американський центр радіотехнічної розвідки.
Домашня Авіабаза Аль-Удейд в Катарі, яка є аванпостом Королівських Повітряних Сил та служить оперативним штабом для 83-ї Експедиційної авіаційної групи та її операцій на Близькому Сході. У Бахрейні розташований великий Об'єкт Військово-морської Підтримки (NSF) Королівського Військово-морського Флоту, створений у 2016 році, що знаменує повернення Британців на схід від Суеца. На підтримку Угоди про оборону п'яти держав (FPDA) Сполучене Королівство утримує військово-морський ремонтний завод і центр матеріально-технічного забезпечення на пристані Сембаванг у Сінгапурі. Інші заморські військові об'єкти включають: Сили Британіх в Брунеї, Сили Британії в Німеччині, Навчальний підрозділ армії Британії в Кенії, Навчальний підрозділ армії Британії в Саффілді в Канаді, Підрозділ підготовки та підтримки армії Британії в Белізі та Британські гуркхи Непалу.
Деякі Британські заморські території утримують місцеві підрозділи і полки: Королівський Бермудський полк, Сили оборони Фолклендських островів, Королівський Гібралтарський полк, Королівські сили оборони Монтсеррату, полк Кайманових островів і полк островів Теркс і Кайкос. Хоча їхньою основною місією є «внутрішня оборона», окремі військовослужбовці зголосилися до виконання оперативних обов'язків. Королівський Бермудський полк — це об'єднання артилерії Бермудської міліції (яка була частиною Королівського артилерійського полку) і Бермудського добровольчого стрілецького корпусу, сформованого в 1890-х роках як Імперські Сили, що фінансувалися Військовим офісом як частина армії Британії, і обидва попередні підрозділи відправляли контингенти на Західний фронт під час Першої світової війни. Вони також відправляли контингенти, які служили в Північно-Західній Європі, Італії та Північній Африці під час Другої світової війни. Королівський Гібралтарський полк мобілізував підрозділи розміром з відділення для приєднання до Британських полків, розгорнутих під час війни в Іраку. На острові Мен, в Коронних володіннях, знаходиться багатофункціональний рекрутинговий і тренувальний підрозділ армійського резерву Британії.
З 1969 року Британія має військову супутникову систему зв'язку Skynet, яка спочатку була створена переважно для підтримки баз і розгортання військ на схід від Суеца. З 2015 року Skynet забезпечує майже глобальне покриття.

### Експедиційні сили
Збройні сили Британії надають великого значення здатності вести експедиційну війну. Хоча збройні сили є експедиційними за своєю природою, вони зберігають ядро підготовлених і оснащених для розгортання в найкоротші терміни сил «високої готовності», до яких належать: Об'єднані Експедиційні сили (морські) (Королівський Військово-морський Флот), 3-тя бригада командос (Корпус Королівської Морської Піхоти) і 16-та десантно-штурмова бригада (Армія Британії). Часто ці сили діють як частина більш масштабних зусиль трьох родів військ під керівництвом Постійного Об'єднаного штабу або разом з союзниками-однодумцями в рамках Об'єднаних експедиційних сил Сполученого Королівства. Аналогічно, під егідою НАТО такі експедиційні сили призначені для виконання зобов'язань Британії перед Об'єднаним корпусом швидкого реагування та іншими операціями НАТО.
У 2010 році уряди Сполученого Королівства і Франції підписали Договори дому Ланкастерів, які зобов'язали обидва уряди створити Франко-Британські Кобміновані Об'єднані Експедиційні сили. Передбачається, що це будуть здатні до розгортання об'єднані сили, що можуть бути використані в широкому спектрі кризових сценаріїв, включно з бойовими діями високої інтенсивності. Як об'єднані сили, вони включають всі три види збройних сил: сухопутний компонент, що складається зі з'єднань на рівні національної бригади, морський і повітряний компоненти з відповідними Штабами, а також функції логістики і підтримки.